# Ranoidea aruensis
Ranoidea aruensis – gatunek płaza bezogonowego z podrodziny Pelodryadinae w rodzinie rzekotkowatych (Hylidae).

## Taksonomia
Według IUCN część populacji zaliczanych do gatunku może w rzeczywistości do niego nie należeć, rozważa się ich przynależność do innych gatunków spokrewnionych z australorzekotką delikatną (Ranoidea gracilenta).

## Występowanie
Posiada dość ograniczony zasięg występowania, obejmujący tropikalne wyspy Aru i Misool należące do Indonezji. Obecność zwierzęcia na zachodzie indonezyjskiej części Nowej Gwinei oraz na wyspach Waigeo i Salawati wymaga potwierdzenia.
Płaz zasiedla najprawdopodobniej nizinne lasy położone nieopodal wybrzeży, a także tereny podmokłe.

## Status
Brakuje informacji o statusie czy liczebności populacji w przypadku tego gatunku. Na Wyspach Aru zagrożenie może stanowić dla niego wylesianie związane z rozwojem rolnictwa.